# Elverum
Elverum er et handelscentrum for de østlige og nordlige egne af Innlandet fylke i Norge. Kommunen er 1209 km² stor og havde 21.254 indbyggere i 2020. Elverum fik "bystatus" i 1996. Byen kaldes også ofte Porten til Østerdalen, dalen med floden Glomma, der strækker sig ca. 300 km nordover gennem fylket. En person fra Elverum kaldes oftest "elverumsing".
Byen Elverum opdeles i to dele, Leiret øst for floden og Vestad vest for floden. Begge bydele bindes sammen af tre broer, Glombrua og hængebroen Nybrua (1936) samt Gamlebrua som nu er gang- og cykelvej. Der findes også to gangbroer via Prestøen mellem Norsk Skogmuseum (det tidligere Norsk Skogbruksmuseum) i øst og Glomdalsmuseet i vest. Leiret er den største del med flest indbyggere og butikker.
Elverum har et kompakt centrum, der har "alt". Der er shoppingcenter i nord og syd med handelsgaden Storgata, beliggende derimellem. Elverum har flere grundskoler samt gymnasiet Elverum Videregående Skole] ("ELVIS"), Elverum Folkehøgskule og Høgskolen i Hedmark. Dagbladet Østlendingen udgives seks dage om ugen siden 1901. Heradsbygd, Jømna, Sørskogbygda og Hernes er de største oplandsbyer i kommunen.
I 1976 udbrød en stor skovbrand på Starmoen øst for Leiret. Dette område er siden blevet udbygget til Starmoen Fritidspark med blandt andet flyveplads, travbane, motorsportsbaner og en 18-huls golfbane (par 72) af international standard.
I øvrigt er Elverum bl.a. kendt for, at kong Haakon 7. dér gav sit berømte "NEJ" til den tyske okkupationsmagts sendebud Curt Bräuer den 9. april 1940. En bautasten til minde om dette er rejst ved Elverum Folkehøgskule, hvor det hele skete. I Midtskogen, vest for Elverum, findes der en mindesten for slaget ved Midtskogen den 10. april 1940. I sin jagt på konge og regering bombede tyskerne Elverum sønder den 11. april 1940. En del af centrumbebyggelsen blev midlertidigt erstattet af barakker, hvor den sidste blev anvendt som delikatessebutik til en gang i 1970'erne. Den kan man nu se på Glomdalsmuseet.
Den første uge i marts arrangeres hvert år Grundsetmart'n, et marked der fylder byen med folk og liv. Den har lange traditioner og har fået folk fra mange egne af Norge og Sverige til at rejse dertil i flere århundreder.
I august hvert år arrangeres nu Elverumsdagene – et lignende oplæg men dog i en varmere årstid, som også byder på bl.a. De nordiske jakt- og fiskedager på Norsk Skogmuseum og Festspillene i Elverum.

## Personer fra Elverum
- Gerhard Munthe († 1929), kunstmaler og tegner
- Ole Østmo († 1923), skytte
- Margrethe Munthe, forfatter († 1931)
- Knut Storberget (1964-), politiker, regeringsmedlem
- Bjørn Dæhlie (1967-)
- Finn Skårderud (1956-), psykiater, forfatter
- Kaveh Rashidi (1988-), læge, forfatter[2]